# Kattenplaat

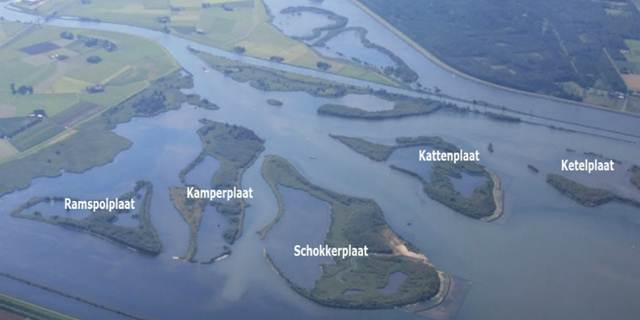
De nieuwe eilanden in de IJsselmonding

De Kattenplaat is een van de zeven kunstmatige onbewoonde eilanden die tussen 2002 en 2006 zijn opgespoten in de IJsselmonding tussen de Nederlandse plaatsen Kampen en Dronten. De eilanden Ramspolplaat, Kamperplaat, Schokkerplaat, Kattenplaat en Ketelplaat liggen nabij het Kattendiep. In 2016 kregen de bovengenoemde eilanden een naam. Kattenplaat is het dichtst gelegen bij het oostelijk deel van Keteleiland. Via de noordelijke Strekdam zijn het oostelijke en westelijke deel van dat eiland met elkaar verbonden.  De eilanden Hanzeplaat en IJsseloog behoren tot de gemeente Dronten, de andere vijf eilanden/platen maken onderdeel uit van de gemeente Kampen. 
Het eiland wordt beheerd door Staatsbosbeheer en ligt in het Nationaal Landschap IJsseldelta.
In het gebied komen veel verschillende vogelsoorten voor.